# Ограничение по возрасту

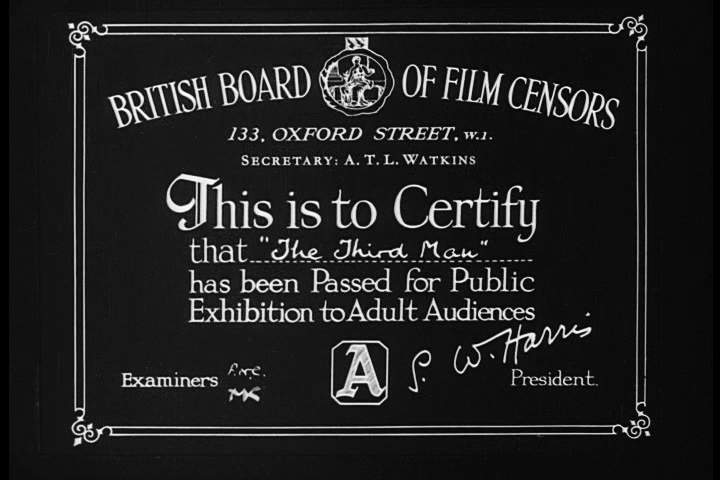
Сертификат Британского совета киноцензоров, выданный на фильм «Третий человек» (1949) как на фильм для взрослой аудитории

Обозначения ограничений по возрасту, применяемые в России

Ограниче́ние по во́зрасту — политика государств и организаций, связанная с разным отношением к людям различного возраста. Одним из примеров возрастных ограничений является ограничение доступа к произведениям массовой культуры в зависимости от возраста. В основном это ограничения на фильмы, телепередачи и компьютерные игры. Система рейтингов — это система оценки контента в таких произведениях и система выставления минимального возраста для просмотра какой-либо информации.

## Фильмы
Как правило, возрастному цензу подвержены фильмы, содержащие сцены насилия, секса, нетерпимости и дискриминации, эксплуатации детей, издевательств над животными. Но, к примеру, во многих африканских и азиатских странах к этим критериям добавлены вопросы религии и политики. Порядок присвоения возрастных рейтингов может быть либо законодательно установленной обязанностью, либо рекомендательным, либо смешанным.
Такого рода ограничения появились вскоре после появления кино. Еще в первой половине 1920-х годов в США более сотни фильмов по разным цензурным соображениям были запрещены к прокату в 37 штатах. Затем Американская ассоциация кинокомпаний разработала внутренний свод правил, чтобы всякий раз не сталкиваться с сотнями местных неоднозначных и непоследовательных запретов. С 1934 года эти правила, известные как кодекс Хейса (по фамилии главы ассоциации), стали обязательными для всех фильмов, выходящих в кинопрокат. К 1960-м годам представления о том, что допустимо, в США изменились, а, кроме того, в США стали показывать французские и итальянские фильмы весьма фривольного содержания, которые потеснили в кинотеатрах отцензурированные американские. Поэтому в 1968 году кодекс Хейса был отменен, а ему на смену пришла система возрастного рейтинга фильмов MPAA, с небольшими изменениями существующая и поныне.

## Телевидение
Российским телеканалам, например (за исключением кабельных), разрешено показывать программы и фильмы с возрастными ограничениями 0+, 6+, 12+ и 16+ (по времени эфира круглосуточно), кроме 18+ (только с 23:00 до 04:00 по местному времени). Такая форма ограничения практикуется во многих странах Европы и мира.
Иногда поздно ночью или если такой материал попал в новости, некоторые каналы перед трансляцией прокручивают следующее предупреждение: «Кадры, которые мы сейчас покажем, не рекомендованы для просмотра детям, пожилым людям, беременным женщинам и людям с психическими отклонениями». В случае показа в дневное или вечернее время передачи, содержание которой может быть нежелательным для младшей аудитории, может прокручиваться формальное предупреждение «Прежде чем вы начнёте смотреть эту передачу, пожалуйста, уберите от экранов телевизоров детей» — в устном или письменном виде. В России такие предупреждения можно увидеть, например, в начале некоторых передач серий «Криминальная Россия», «Документальный детектив» и «Специальный корреспондент».
В России с 1 сентября 2012 года были введены возрастные ограничения на ТВ для всех фильмов и передач. Графическая маркировка «0+», «6+», «12+», «16+», «18+» должна номинально появляться в эфире в начале каждой телевизионной передачи или фильма, а также при выходе с рекламного блока на протяжении 8 секунд.

## Компьютерные игры
Видеоигры, как популярный вид интерактивного развлечения, стали неотъемлемой частью современного информационного общества и поэтому во многих странах они также подвергаются возрастным ограничениям по тем же критериям, что кинофильмы и телепередачи. В США и Канаде игры оцениваются ESRB и им присваиваются рейтинги E (0+), E10+ (10+), T (13+), M (17+), AO (18+). В Европе оценкой видеоигр занимается PEGI, и им присваиваются рейтинги: 3, 7, 12, 16, 18.
В Российской Федерации присваивание ведется на основе системы RARS (Возрастная классификация информационной продукции) и включает в себя возрастные ограничения по типу 0+, 6+, 12+, 16+ и 18+.